# 南岩石窟
28°22′11″N 117°26′04″E / 28.36972°N 117.43444°E
南岩石窟位于中国江西省上饶市弋阳县南郊的南岩山南岩寺，1987年被列为第三批江西省文物保护单位，2013年被列为第七批全国重点文物保护单位。
南岩山为丹霞地貌景观，山下有天然形成的内凹洞穴，洞口呈半月形，洞口宽60.6米、高14.93米，洞深29.2米，洞内面积达1770平方米。现存石窟开凿于南宋嘉定年间，石窟内沿洞壁开凿有石龛28座，佛教造像45尊。主龛内存主尊释迦牟尼佛及两弟子、两菩萨、两天王造像。主翕两侧各存九个圆形拱龛，为十八罗汉造像。罗汉造像两侧另有三世佛佛龛一铺五尊造像，存水月观音造像、维摩•文殊问疾品造像、听法倍众造像、男女供养人造像等。佛龛上周浮雕存云纹与山形、菩提树等佛传故事。
- 鸟瞰全景
- 洞口
- 洞内
- 主翕及两侧